# 网络接入服务器
网络接入服务器（Network Access Server，NAS），是一种远程访问接入设备。它通常有以下功能：
- 接入：NAS通过调制解调器或类调制解调器设备（如PSTN，DSL，Cable或GPRS/UMTS）拨号接入互联网，为用户提供网络接入服务。

- 鉴权：NAS与AAA服务器（英语：AAA protocol）联动，在用户要访问互联网并打开浏览器时弹出登录界面，只有拥有正确用户名/密码的用户才可以在登录后继续访问互联网。